# アゴラフォビック・ノーズブリード
アゴラフォビック・ノーズブリード (Agoraphobic Nosebleed, ANb) は、アメリカのグラインドコアバンド。

## 概要
1994年、“HIPj”というパンク・ジャズバンドのギタリストだったスコット・ハルは、地元マサチューセッツ地区のドラマー不足のため「ドラムマシン」を使ったバンドを立ち上げた。当時ドラムマシンは、ゴッドフレッシュやミニストリー等のインダストリアル・メタルバンドが一部使用していたが、 100,000bpmを超えるプログラミングを楽曲に導入したのはこのバンドが初めてだった。いくつかのスプリット盤EPやLPをリリースしたのち、1998年にリラプス・レコードと契約。2003年New England Metal and Hardcore Festivalで初めてライブ演奏を行った。
バンド名の"Agoraphobic"は、広場恐怖症の意。

## メンバー
- スコット・ハル/Scott Hull (ピッグ・デストロイヤー, AxCx(アナル・カント), Japanese Torture Comedy Hour) – ギター・ドラムプログラミング
- ジェイ・ランドール/Jay Randall (アイシス(Isis), Old Man Gloom,Japanese Torture Comedy Hour, Seal Team 666) – ボーカル・エレクトロニクス
- リチャード・ジョンソン/Richard Johnson (Enemy Soil, Drugs of Faith, Jesus of Nazareth) – ボーカル・ベースギター
- キャサリン・カッツ/Katherine Katz (Salome) – ボーカル
- ジョン・ジャービス/John Jarvis (ピッグ・デストロイヤー) – ベースギター

### 旧メンバー
- カール・シュルツ/Carl Schultz – vocals
- J.R.ヘイズ/J. R. Hayes(ピッグ・デストロイヤー) – vocals

## ディスコグラフィー

### スタジオアルバム
- Honky Reduction (1998)
- Frozen Corpse Stuffed with Dope (2002)
- Altered States of America (2003)
- Agorapocalypse (2009)

### Other releases
Relapseスタジオアルバムのほか、様々なインディーレーベルから数多くのEP・スプリット盤などをリリースしている。
- 30 Song Demo cassette (1995)
- Agoraphobic Nosebleed 7" (1996) (Bovine Records)
- Split with Cattlepress (1997)
- Split with Enemy Soil (1997)
- Split with Laceration (1997)
- Agoraphobic Nosebleed (1997) (Clean Plate Records)
- PCP Torpedo (1998)
- Split with Gob (1998)
- The Glue that Binds Us (2006)
- The Poacher Diaries split with コンヴァージ (1999)
- Split with Benümb (2001)
- Split with Halo (2002)
- Bestial Machinery (Discography Volume 1) (2005)
- PCP Torpedo/ANbRx reissue(2006)(Hydra Head Records)
- Split with Kill the Client (2007)
- A Clockwork Sodom (2007)
- Domestic Powerviolence split with Apartment 213 (2007)
- Split with Total Fucking Destruction (2007) ※ブルータル・トゥルースのリチャード・ホーク(ドラム)率いるバンド
- Altered States of America/ANbRx II (2008)
- Split with Insect Warfare  (2008)
- This Comp Kills Fascists Vol. 1(2008)(Relapse)
- Split with Crom (2009)
- Split with Endless Blockade (2009)
- Split with A.N.S. (2010)
- And on and On... split with Despise You(2011)※パワーバイオレンス参照
- Make a Joyful Noise (2011)
- Merry Chrystmeth (2012)
- Split with Agents of Satan
- Split with Lack of Interest ※パワーバイオレンス参照
- Split with Thrones
- Split collaboration with Wadge